# Амухско-худуцкий язык
Амухско-худуцкий язык — один из даргинских языков нахско-дагестанской семьи. Носители языка проживают в сёлах Амух, Анклух и Шари Агульского района и Худуц Дахадаевского района Дагестана. Частично в селе Чинар Дербентского района. Число говорящих на амухско-худуцком языке — около 1600 (оценка). Традиционно рассматривается как диалект единого даргинского языка.